# 232e Panzerdivision
La 232e Panzerdivision était une division blindée de la Wehrmacht Heer active durant les derniers mois de la Seconde Guerre mondiale.

## Historique
La 232e Panzerdivision est mise sur pied le 21 février 1945 en Slovaquie à partir de la Panzer-Feldausbildungs-Division Tatra .
Avec la dissolution de la Panzer-Feldausbildungs-Division Tatra, ses régiments de remplacement (82e et 85e) sont réorganisés et rebaptisés 101e et 102e Panzer-Grenadier. Les autres unités de la division Tatra ne sont pas inclus dans la nouvelle division. En mars, la 232e est précipitamment envoyée rejoindre les réserves du Heeresgruppe Sud puis est jeté dans l'action défensive avec la 8e armée. La 232. Pz.D. est écrasée par l'Armée rouge sur La Raab, en Autriche.

## Commandant
| Début        | Fin              | Nom                           |
| ------------ | ---------------- | ----------------------------- |
| février 1945 | 29 mars 1945     | Generalmajor Hans-Ulrich Back |
| 29 mars 1945 | début avril 1945 | Oberst Frhr. von Ohlen        |

## Composition
- un état-major avec une Begleit-Kompanie
- Panzer-Grenadier-Regiment 101 par transformation, fin février, début mars 1945, du Pz.Gren.Ers. und Ausb.Rgt. 82 [2]
  - schw. Inf.Gesch.Kp.
- Panzer-Grenadier-Regiment 102 par transformation, fin février, début mars 1945, du Pz.Gren.Ers. und Ausb.Rgt. 85 [2]
- 1./ et 2./ de la Pionier-Kompanie (mot) 80
- Pz.Nachr.Kp.(mot)
- Div.Versorgungstruppen